# Game Designers Studio
The Game Designers Studio (GDS) est un studio de développement de jeux vidéo japonais appartenant conjointement à Square Enix et Nintendo.
Fondé en 2002 à la suite de la réconciliation de Square Enix (Square à l'époque) et Nintendo, il a été en partie financé par la fameuse Fund Q de Hiroshi Yamauchi.
The Game Designers Studio a réalisé Final Fantasy Crystal Chronicles sur GameCube, Final Fantasy Crystal Chronicles: Ring of Fates sur DS, et Final Fantasy Crystal Chronicles : The Crystal Bearers pour la Wii.